# セントジョージ・バセテール教区
セントジョージ・バセテール教区（Saint George Basseterre Parish）は、セントクリストファー・ネイビスの行政教区（Parish）のひとつ。セントクリストファー（セントキッツ）島の最南端に位置し、ネイビス島とは対岸に位置する。首都バセテールをセントピーター・バセテールと分割して管轄しており、セントジョージ・バセテールはその南部に当たる。海岸線はセントクリストファー・ネイビスの14教区中で最も長いほか、面積値もセントクリストファー島の9教区中一位、人口も国の約三分の一がこの教区に暮らしている。